# Til Brugman
Pour les articles homonymes, voir Brugman.
Til Brugman, née le 16 septembre 1888 à Amsterdam et morte le 24 juillet 1958 à Gouda, est une femme de lettres, poète et romancière. Elle est également connue pour avoir entretenu une relation amoureuse de 10 ans avec l'artiste allemande Hannah Höch.

## Biographie

### Enfance et adolescence (1888 - 1906)
Née le 16 septembre 1888, Til Brugman est l'aînée des neuf enfants de Hermanus Joannes Brugman, représentant en vins et spiritueux, et de Adriana Geertruida Johanna Zoons. C'est elle qui apprend à lire à Mathilda. Son père, ouvert et cosmopolite, possède des vignes en France et en Espagne. Polyglotte, il maîtrise une quinzaine de langues et apprend le français à son aînée, alors âgée de trois ans. C'est de lui que Brugman tient son don des langues. Elle maîtrisera, entre autres, le français, l'anglais, l'espagnol, l'allemand, l'italien, le russe, et trois langues scandinaves et sera capable de lire le latin et le japonais. À 12 ans elle entre dans un pensionnat catholique duquel elle ressortira à 16 ans. Si la famille est de confession catholique, Til Brugman imputera à la religion l'étroitesse d'esprit de sa mère. Les fréquentes disputes se termineront par le départ de Brugman du foyer parental.

### Jeunesse (1906-1926)
En 1906, à 18 ans, Brugman loue une chambre dans Amsterdam. Pour gagner sa vie, elle donne des cours de langues et fait du secrétariat.
En 1908, dans un cours de danse, elle rencontre le peintre Piet Mondrian. Celui-ci l'introduit auprès du cercle Dada néerlandais et la présente aux artistes et aux architectes du mouvement De Stijl : JJP Oud, Cornelis van Eesteren, Vilmos Huszár, Theo van Doesburg. Bien qu'elle n'en soit pas créditée, elle traduit des articles pour la revue du mouvement De Stijl ; de même elle participe à la rédaction des manifestes dadas néerlandais. Elle dirige également la revue Merz de Kurt Schwitters en Hollande. Elle négocie parfois la vente d’œuvres de Schwitters, Mondrian, Hans Arp, El Lissitzky et Max Burchartz (de).
En 1923, son premier poème, W, œuvre sonore et typographique, apparaît dans les revues Merz et De Stijl. En 1924, Engin d'amour, paraît dans une revue lyonnaise, Manomètre. Par ailleurs, elle quitte souvent les Pays-Bas pour des voyages en France et Angleterre, où elle s'arrange pour pouvoir suivre des cours universitaires. Elle améliore sa connaissance des langues et s'intéresse à la psychologie. Brugman est, politiquement, engagée à gauche.
En 1917, elle s'installe à La Haye avec sa compagne, la chanteuse Sienna Masthoff. Le salon de musique de leur appartement est conçu par Vilmos Huszár et meublé par les pièces uniques de Gerrit Rietveld - une table multicolore ainsi qu'une chaise blanche, réalisées à la demande de Brugman en 1923 par le designer.

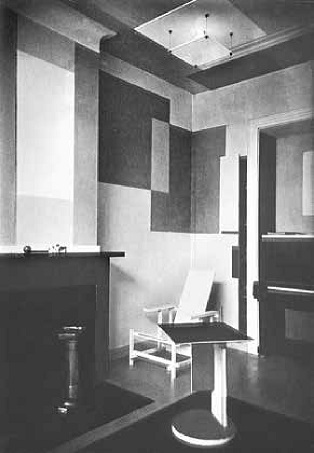
Le salon de musique de Til Brugman, La Haye

Entre 1917 et 1922, Brugman écrit SHE HE .

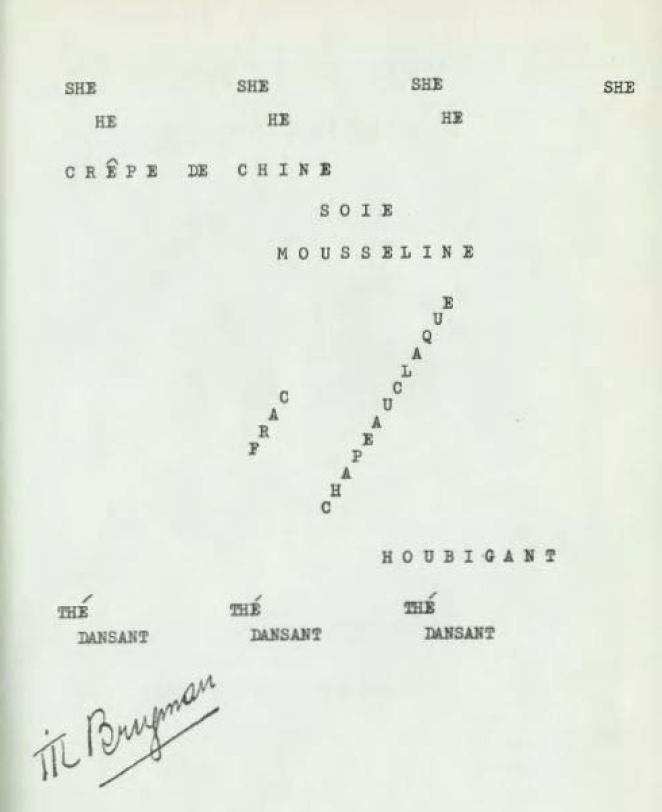
SHE HE, Til Brugman, 1917-1922

### Rencontre avec Hannah Höch, vie à Berlin (1926 - 1939)
En 1926, à 38 ans, rencontrant Hannah Höch, Brugman quitte Masthoff. Entre 1926 et 1929, elles vivront dans l'appartement de Brugman, à la Haye. Sous l'influence de Höch, Brugman commence à écrire en allemand.
En 1930, Brugman s'installe avec Höch à Berlin, dans le studio de celle-ci. Elle travaille alors comme traductrice, professeure de langue et journaliste. À partir de février 1933, les lois du parti nazi interdisent et répriment, légalement, toute démonstration ou expression d'homosexualité. Cependant Brugman et Höch vont continuer à vivre ensemble. Sous l'influence de Höch, Brugman se met à écrire des récits empruntant au grotesque. Hannah Höche en illustre deux. Leur première collaboration paraît en 1933 sous le titre, Von Hollands Blumenfeldern dans un magazine culturel, Atlantis. Leur seconde collaboration, et le premier livre de Brugman écrit en allemand, Sheingehacktes, est publié par dans une petite maison d'édition berlinoise, Rabenpresse (de) en 1935.
En mai 1936, Höch et Brugman se séparent. Til Brugman quitte leur appartement où elle laisse de nombreux manuscrits. En 1937, une maladie rénale chronique se déclare chez elle.
Quand, en 1939, la guerre est déclarée, Brugman est obligée de quitter Berlin et laisse à nouveau derrière elle de nombreux travaux. Hannah Höch a su, malgré l'intimidation nazie face à la subversion des œuvres qu'elle conservait chez elle, préserver, entre autres, les manuscrits de Brugman de la période 1926-1936.

### Retour aux Pays-Bas (1939-1958 )
En 1939, à 53 ans, Til Brugman quitte Berlin pour Amsterdam avec sa nouvelle compagne, et sa cadette de 19 ans, "Hans" (Johanna) Martineit-Schnabel, professeure au Nederlandsche Bond à Berlin. Elles s'installent dans le quartier de Rivierenbuurt à Amsterdam. Mais, aidant les familles juives et les membres de la Résistance, elles doivent elles-mêmes fuir lors de l'occupation nazie. Elles se cachent dans le hameau de Breukelerveen (nl). Brugman achève quelques mois après fa fin de la guerre l'écriture de Spanningen rédigé principalement durant l'occupation. Mais ce livre ne paraîtra qu'en 1953.
En 1946, son premier roman, Bodem: Marcus van Boven, Gods knaap, est publié par De Bezige Bij (en). Ce livre est étonnamment classique pour une autrice formée chez les dadaïstes. Mais traitant de péché et de pénitence, Bodem choque les autorités ecclésiastiques qui le font interdire. Son éditeur se désengage du contrat signé avec Brugman malgré les suites de ce livre déjà planifiées. Parallèlement, se déclare chez Brugman une angine chronique. Cependant, jusqu'en 1953, elle s'implique dans l'aide humanitaire néerlandaise (Humanistisch Verbond (en)).
Jusqu'en 1948, Mertineit et Brugman évoluent entre Amsterdam, La Haye et Breukelerveen. Ces années d'après-guerre se révèlent difficiles financièrement. Brugman se trouve contrainte de vendre sa collection De Stijl, ainsi que ses œuvres de Kurt Schwitters.
En 1948, Mertineit et Brugman s'installent dans une maison en bois à Reeuwijkse Plassen. En raison de son angine, Brugman travaille généralement allongée, dans son lit, en regardant le lac. Les publications se succèdent rapidement, dans des genres très différents : romans, romans documentaires, livres pour les enfants… En 1949, elle publie une nouvelle d'inspiration lesbienne intitulée Voll Gnade (Pleine de grâce).
En 1952, elle reçoit le prix Marianne Phillips. En 1953, elle lit des extraits de Spanningen lors d'un événement consacré aux femmes lesbiennes.
En 1958, elle meurt à l'âge de 70 ans ; son œuvre tombe dans l'oubli, redécouverte passagèrement par quelques journalistes.

### Revues
- W, dans Merz (revue) et De Stijl (revue), 1923
- Engin d'amour, dans Manomètre, 1924
- Von Hollands Blumenfeldern, illustré par Hannah Höch, Atlantis, 1933

### Œuvres
- Sheingehacktes, illustré par Hannah Höch, Rabenpresse, 1935
- Bodem : Marcus van Boven, Gods knaap, De Bezige Bij, 1946
- De houten Christus, 1949
- Wiben en de katten, 1951
- Spanningen, 1953
- Kinderhand, 1954
- De zeebruid, 1956
- Spiegel en lachspiegel, 1959

#### Livres pour enfants
- Tijl Nix, de tranendroger, 1948
- De vlerken, 1953
- Eenmaal vrienden altijd vrienden, 1957

### Editions posthumes
- Wat de pop wist, 1963 [livre pour enfants]
- Tot hier toe en nog verder: notities (jaarwisselingsgeschenk), 1979 (150 ex.)
- Schijngehakt: grotesken en novellen, 1994
- Das vertippte Zebra. Lyrik und Prosa, Hoho, 1995

## Traductions
- Juri Semjonow, De rijkdommen der aarde: over het huishouden der mensheid: economische aardrijkskunde voor iedereen (1941)
- Gerti Egg, Deta en haar dieren: de geschiedenis van een diergaarde-directeur en zijn jonge assistente (1952)
- Hans Baumann, De mallemolen (1954)
- Will Grohmann, Paul Klee, 1879-1940 (1955)
- Max Voegeli , De wonderlamp: een kleurig verhaal uit Bagdad (avec Felix Hoffmann) (1955)
- G. Adrian, Noes is niet voor de poes (avec Hans Martineit) (1956)
- Erica Lillegg, Vevi (avec Hans Martineit) (1956)
- Herbert Lange, De avonturen van Korreltje Zondervan (1956)
- Karl Bruckner, De schooiertjes van Napels (met Hans Martineit) (1957)
- Hans Baumann, Penny: het geheim van de jonk van de vriendelijke oostenwind (met Hans Martineit) (1957)
- Karl Bruckner, Giovanna (avec Hans Mertineit) (1958)
- Karl Bruckner, De Stijl, 1917-1931 The Dutch contribution to modern art, 1956 [comprenant un essai de Piet Mondrian traduit par by Til Brugman]